# Winter-Universiade 1972/Eisschnelllauf
Bei der Winter-Universiade 1972 wurden acht Wettbewerbe im Eisschnelllauf ausgetragen.

## Bilanz

### Medaillenspiegel
| Platz  | Land        | Gold | Silber | Bronze | Gesamt |
| ------ | ----------- | ---- | ------ | ------ | ------ |
| 1      | Sowjetunion | 4    | 4      | 5      | 6      |
| 2      | Niederlande | 2    | 2      | 1      | 2      |
| 3      | Südkorea    | 1    | 2      | 1      | 4      |
| 4      | Norwegen    | 1    | –      | 1      | 2      |
| Gesamt | Gesamt      | 8    | 8      | 8      | 24     |

### Medaillengewinner
Männer
| Disziplin | Gold               | Silber             | Bronze                 |
| --------- | ------------------ | ------------------ | ---------------------- |
| 500 m     | Ole Iverson        | Jos Valentijn      | Per Bjørang            |
| 1500 m    | Waleri Lawruschkin | Harm Kuipers       | Ronnie Nooitgedagt     |
| 3000 m    | Harm Kuipers       | Waleri Lawruschkin | Alexander Tschekulajew |
| 5000 m    | Harm Kuipers       | Waleri Lawruschkin | Alexander Tschekulajew |

Frauen
| Disziplin | Gold               | Silber           | Bronze              |
| --------- | ------------------ | ---------------- | ------------------- |
| 500 m     | Tatjana Awerina    | Choi Jung-hee    | Natalija Solbatowa  |
| 1000 m    | Ok Chun-sun        | Tatjana Gorobets | Ljubow Sadtschikowa |
| 1500 m    | Natalija Solbatowa | Ok Chun-sun      | Tatjana Gorobets    |
| 3000 m    | Natalija Solbatowa | Tatjana Gorobets | Choi Jung-hee       |